# Sam Thompson
Samuel Luther "Big Sam" Thompson (5 de março de 1860 – 7 de novembro de 1922) foi um jogador profissional de beisebol que atuou de  1884 até 1898 com um breve retorno em 1906. Com 1,88 de altura, o nativo de Indiana era um dos maiores jogadores em seus dias, conhecido por seu proeminente bigode. Jogou como campista direito na Major League Baseball pelo  Detroit Wolverines (1885–88), Philadelphia Phillies (1889–1898) e Detroit Tigers (1906). Foi induzido ao Baseball Hall of Fame em  1974.
Seu aproveitamento ao bastão de 33,1% e grande velocidade para conquistar corridas ainda estão entre as maiores marcas na história do beisebol. Seu número de RBIs dividido pelo número de jogos (1305 RBIs em 1410 jogos) (92,3%) permanece como uma das mais altas na história das grandes ligas. Em 1895, Thompson conquistou uma média de 1,44 RBIs por jogo, e suas 166 RBIs em 1887 (em apenas 127 jogos) permaneceu como recorde até 1921 quando Babe Ruth conseguiu 168 (embora com 152 jogos). Thompson ainda detém o recorde das grandes ligas por mais RBIs em um único mês com 61 em Agosto de 1894 quando jogava pelo Phillies. O técnico Bill Watkins em 1922 chamou  Thompson "o maior rebatedor natural de todos os tempos."
Defensivamente, Thompson foi conhecido tendo um dos mais fortes braços entre os outfielders nas primeiras décadas do esporte. Ainda aparece entre os líderes de todos os tempos com 61 duplas para um outfielder (16º no geral) e 283 assistências (12º no geral). Thompson também detinha boa velocidade e em 1889 se tornou o primeiro jogador das grandes ligas a conseguir 20 home runs e 20 bases roubadas na mesma temporada.